# Vincenzo Riccati

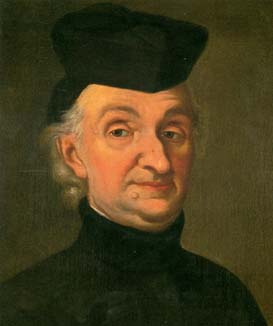
Vincenzo Riccati

Vincenzo Riccati (Castelfranco Veneto, 11 gennaio 1707 – Treviso, 17 gennaio 1775) è stato un matematico e fisico italiano. Secondogenito di Jacopo Riccati, le sue ricerche principali continuarono quelle del padre nell'analisi matematica, specialmente nel campo delle equazioni differenziali, e nella fisica. Da lui prendono il nome le equazioni di Riccati, alcuni tipi di equazioni differenziali.

## Biografia
Secondogenito della numerosa progenie di Jacopo, Vincenzo nacque a Castelfranco l'11 gennaio 1707. A soli 10 anni, fu condotto a Bologna per compiere i suoi studi presso il collegio gesuita di S. Francesco Saverio, dove ebbe come professore di matematica il P. Luigi Marchenti, discepolo di Pierre Varignon. Già da allora alternò gli studi umanistici con quelli speculativi e scientifici, per i quali aveva dimostrato particolare inclinazione. Il 20 dicembre 1726 Riccati entrò nel noviziato dei Gesuiti. Insegnò prima belle lettere nei collegi dell'ordine a Piacenza (1728), a Padova (1729) e a Parma (1734). Nel 1739 iniziò l'insegnamento della matematica nel collegio S. Francesco Saverio di Bologna e lo continuò per un trentennio. Il 2 febbraio 1741 prese i voti a Bologna. L'intensa attività educativa alla quale fu dedito, non gli impedì di occuparsi degli amati studi matematici, nei quali riuscì ad eccellere anche in virtù delle continue occasioni di contatto e scambio che solo una città come Bologna, a quell'epoca centro di intensa vita culturale, poteva offrirgli. Riccati fu in contatto con alcuni dei maggiori matematici italiani del tempo, come Gioacchino Pessuti, Leonardo Ximenes, Maria Gaetana Agnesi e Tommaso Maria Gabrini. Furono suoi discepoli gli scienziati Girolamo Saladini, Gianfrancesco Malfatti, Jacopo Mariscotti, Petronio e Leopoldo Caldani.
Il nome di Vincenzo Riccati è legato alla storia delle scienze matematiche, intorno alle quali diede alla stampa 34 opere, edite a Bologna tra il 1744 ed il 1791. Tra esse vanno ricordate le più significative: il Dialogo di Vincenzo Riccati della Compagnia di Gesù dove ne' congressi di più giornate delle forze vive, e dell'azioni delle forze morte si tien discorso del 1752; De seriebus recipientibus summam generalem algebricam, aut exponentialem commentarius del 1756; Opuscolorum ad res physicas et mathematicas pertinentium, in due tomi, del 1757 e 1762; Institutiones analyticae, stampate a Bologna, in tre volumi, tra il 1765 e il 1767, con la collaborazione dell'allievo ed amico padre Girolamo Saladini. L'abate Saladini curò la traduzione italiana dell'opera, edita a Bologna nel 1775.
Dopo la soppressione della Compagnia di Gesù, avvenuta il 21 luglio 1773, Vincenzo Riccati abbandonò Bologna e tornò a Treviso nella casa dei fratelli Giordano e Montino, dove morì il 17 gennaio 1775. Fu sepolto accanto al padre Jacopo nel Duomo di Treviso.

## Opere
- Delle forze vive e dell'azioni delle forze morte, Bologna, Lelio dalla Volpe, 1749. URL consultato il 15 giugno 2015.

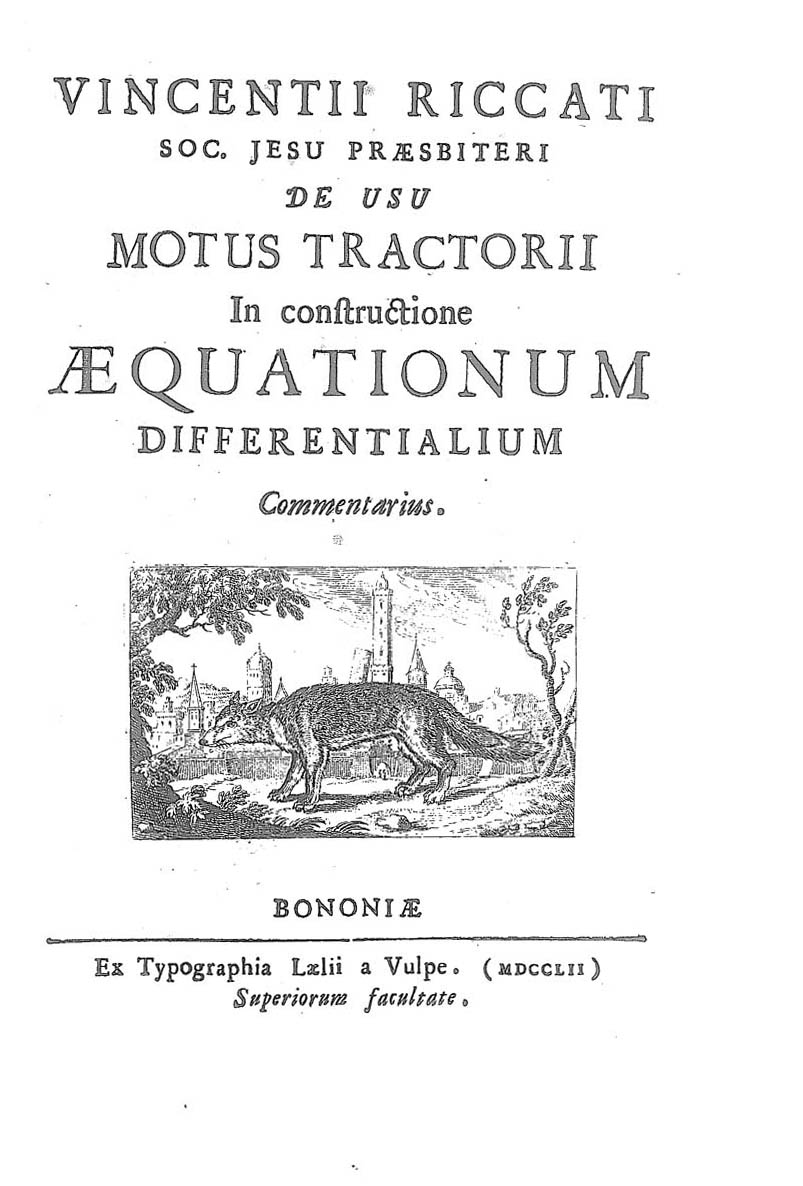
De usu motus tractorii in constructione aequationum differentialium, 1752

- (LA) De usu motus tractorii in constructione aequationum differentialium, Bologna, ex typographia Laelii a Vulpe, 1752. URL consultato il 15 giugno 2015.

- Lettera di un cittadino romano al padre Tommaso Gabrini, S.l., sn, 1753. URL consultato il 15 giugno 2015.

- (LA) De seriebus recipientibus summam generalem algebraicam aut exponentialem commentarius, Bologna, Costantino Pisarri, Giacomo Filippo Primodi, 1756. URL consultato il 15 giugno 2015.

- (LA) Opusculorum ad res physicas et mathematicas pertinentium. 2, Bononiae, Lelio Dalla Volpe, 1762. URL consultato il 15 giugno 2015.

- (LA) Vincenzo Riccati e Girolamo Saladini, Insitutiones analyticae (tre tomi), Bologna, Stamperia di S. Tommaso d'Aquino, 1765.

- De' principj della meccanica, Venezia, Sebastiano Coleti, 1772. URL consultato il 15 giugno 2015.

- Dialogo, dove ne' congressi di più giornate delle forze vive e dell'azioni delle forze morte si tien discorso, Bologna,  1749